# Bohusläns runinskrifter NIYR5;224
Bo NIYR5;224 är en vikingatida berghäll i Utby i Herrestads socken i Uddevalla kommun. Tidigare signum Bo NIYR;4. Tätt inpå en hällristning.
Ristning, ca 1,1x1,1 m (Ö-V), bestående av 1 skeppsfigur, 1 hjulkors, 7 korta "bemanningsstreck" på rad, 2 obestämbara figurer, 4 skålgropsliknande fördjupningar och en runrad. Överst på hällen är "bemanningsstreck", 5-6 cm längd vardera. Hela raden mäter 19 cm längd. Nedanför denna är skeppet, 50 cm långt, av dubbellinjetyp med bemanningsstreck. Hjulkors, 16-18 cm diameter. De obestämbara figurerna är 10-15 cm st, de skålgropsliknande fördjupningarna är 3,5-4,5 cm diameter och 0,5-0,8 cm djupa. Runraden består av 4,5-8,5 cm höga runor. Ristningen är från vikingatid eller medeltid.

## Inskriften
Translitterering av runraden:
asa futhar
Normalisering till fornvästnordiska:
Ása futhar
Översättning till nusvenska:
Åsa fitta
Åsa tolkas som ett kvinnonamn, och "fitta" i betydelsen "kvinnligt könsorgan", som anses ur grammatiska och språkhistoriska skäl. Andra tolkningar hade föreslagits som ”asagudars” och en förkortning av "futhark".